# GO!GO!ファイターズ
『GO!GO!ファイターズ』（ゴー!ゴー!ファイターズ）はSTVラジオで2017年4月から2019年3月まで放送されていたスポーツ番組。

## 概要
2017年度に『STVファイターズLIVE』の中継終了後の番組としてしろっぷのじゅんぺいをパーソナリティに放送開始、6月より後藤沙織が参加し2人体制となる。
2017年度ナイターオフに入るにあたり、放送時間を火曜から金曜の17時57分から19時の枠に移動。北海道日本ハムファイターズの最新情報を伝えるとともに、サッカーJリーグの北海道コンサドーレ札幌やバスケットボールのレバンガ北海道の最新情報に加え、平昌オリンピックで活躍が期待される「どさんこアスリート」も取り上げた。
2018年度ナイターイン編成から、放送時間が火曜から金曜の17:30 - 17:57・STVファイターズLIVE中継終了後（21:00） - 21:50に変更され、パーソナリティも後藤沙織の1人に変更された。
2018年度ナイターオフ編成は、放送時間を17時55分 - 19時に変更したうえで、後藤沙織に加え、STVアナウンサーの工藤聖太（火・水）と藤井孝太郎（木・金）か新たに加入。しかし、パ－ソナリティをしていた後藤が都合により期間途中で番組を休むことになったため、2019年3月末まで工藤、藤井のみで放送。
2024年10月12日のクライマックスシリーズファイターズ対マリーンズ第1線終了後にじゅんぺいとしては7年ぶりとなる放送を実施。

## 放送時間
- 2017年度ナイターイン・STVファイターズLIVE中継終了後（21:00） - 21：50
- 2017年度ナイターオフ・火曜 - 金曜17:57 - 19:00
- 2018年度ナイターイン・火曜 - 金曜17:30 - 17:57・STVファイターズLIVE中継終了後（21:00）-21:50
- 2018年度ナイターオフ・火曜 - 金曜17:55 - 19:00[5]

## パーソナリティ
- 後藤沙織（2017年度途中から加入）

### 2018年ナイターオフ
- 工藤聖太（STVアナウンサー、火・水）
- 藤井孝太郎（STVアナウンサー、木・金）

### 過去のパーソナリティ
- じゅんぺい（しろっぷ）（2017年4月 - 2018年3月）